# طوماس فانسينسيني
طوماس فانسينسيني (12 سبتمبر 1993 بباستيا في فرنسا - ) (بالفرنسية: Thomas Vincensini)‏ هو لاعب كرة قدم فرنسي في مركز حراسة المرمى. لعب مع نادي باستيا.

## روابط خارجية
- طوماس فانسينسيني على موقع قاعدة بيانات كرة القدم.إي يو (الإنجليزية)
- طوماس فانسينسيني على موقع Soccerway.com (الإنجليزية)
- طوماس فانسينسيني على موقع AS.com (الإسبانية)